# Nhà Lê trung hưng
Nhà Lê trung hưng (chữ Nôm: 茹黎中興, chữ Hán: 黎中興朝, Hán Việt: Lê trung hưng triều, 1533–1789) là giai đoạn sau của triều đại quân chủ nhà Hậu Lê (giai đoạn đầu là nhà Lê sơ) trong lịch sử Việt Nam. Nhà Lê trung hưng được thành lập khi Lê Trang Tông với sự phò tá của cựu thần nhà Lê sơ là Nguyễn Kim được đưa lên ngôi báu. Đây là triều đại dài nhất so với các triều đại Việt Nam với 256 năm.

## Bối cảnh

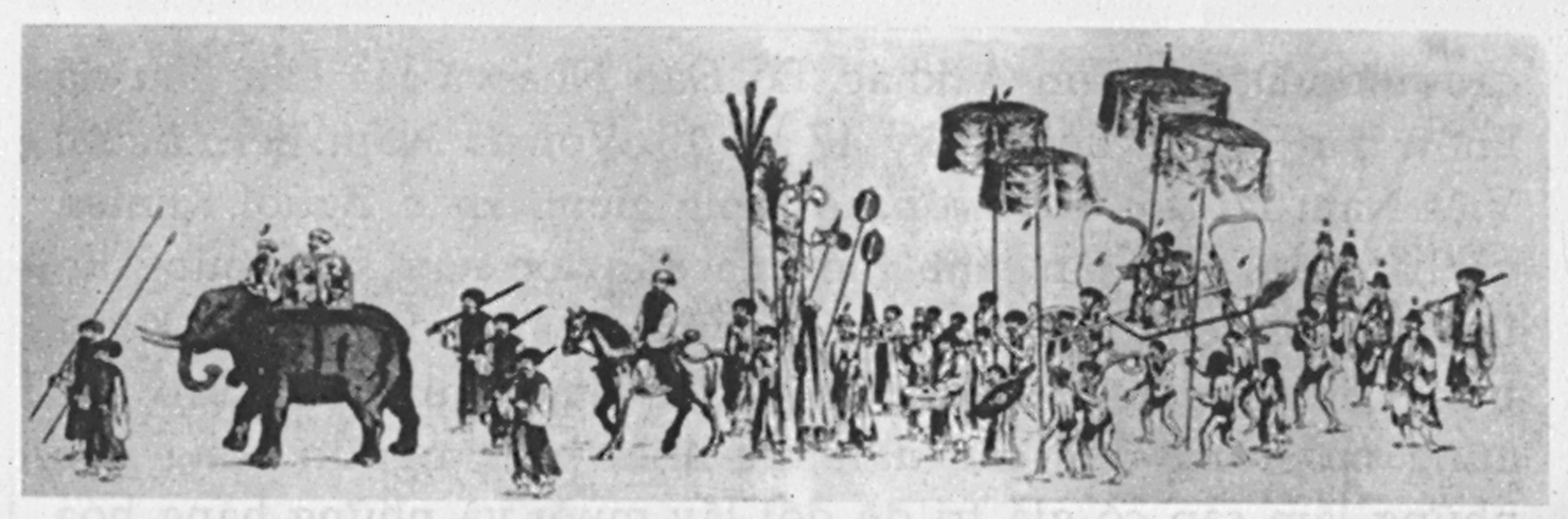
Nghi vệ xa giá vua Lê. Tranh vẽ thế kỷ XVIII.

Từ thời Lê Uy Mục và Lê Tương Dực, chính sự nhà Hậu Lê bắt đầu suy. Các cuộc khởi nghĩa nông dân và sự tranh chấp quyền lực trong nội bộ khiến nhà Lê nghiêng ngả. Năm 1516, giữa lúc đang đối phó với lực lượng khởi nghĩa của Trần Cảo sắp đánh vào kinh thành thì trong cung đình nhà Lê xảy ra phế lập. Đại thần Trịnh Duy Sản giết chết vua Lê Tương Dực và lập vua mới Lê Chiêu Tông, mang xa giá vào Thanh Hóa.
Sau khi Trần Cảo bị đánh bật khỏi kinh thành Thăng Long, các quyền thần Trịnh Tuy, Nguyễn Hoằng Dụ, Trần Chân chia bè phái đánh lẫn nhau. Tình hình tạm yên, Trần Chân trở thành người nắm binh quyền. Chiêu Tông bất bình với quyền hành của Trần Chân bèn giết chết Trần Chân. Các thủ hạ của Trần Chân là Nguyễn Kính, Nguyễn Ánh khởi binh báo thù cho chủ.
Tháng 9 năm 1518, Trịnh Tuy và văn thần Nguyễn Sư lập một tông thất có họ xa với Chiêu Tông là Lê Do làm vua tranh thủ được sự ủng hộ của Nguyễn Kính.
Lê Chiêu Tông phải dựa vào võ tướng Mạc Đăng Dung đang trấn thủ Hải Dương về cứu. Đăng Dung một mình cầm quân dẹp loạn và dần dần trở thành quyền thần mới.
Tháng 7 năm 1519, Đăng Dung dẹp được Lê Do, bắt giết Do và Nguyễn Sư. Trịnh Tuy bỏ chạy vào Thanh Hoá, Nguyễn Kính đầu hàng. Năm 1521, Mạc Đăng Dung dẹp được Trần Cung (con Trần Cảo), quyền thế át cả Chiêu Tông. Năm 1522, Chiêu Tông chạy ra ngoài gọi quân Cần vương. Đăng Dung bèn lập em Chiêu Tông là Xuân lên ngôi, tức là Lê Cung Hoàng, tuyên bố phế truất Chiêu Tông.
Chiêu Tông được một số đại thần ủng hộ, dàn quân đánh nhau với Đăng Dung. Nhưng sau đó các tướng cần vương bất hòa, chia rẽ và lần lượt bị Mạc Đăng Dung đánh bại. Năm 1524, Trịnh Tuy thua trận bỏ chạy rồi chết. Năm 1525, Mạc Đăng Dung bắt được Chiêu Tông mang về Thăng Long và giết chết năm 1526.
Năm 1527, Mạc Đăng Dung phế truất Cung Hoàng và lên làm vua, lập ra nhà Mạc. Nhà Lê sơ truyền đúng 100 năm và mất chỉ 30 năm sau cái chết của vua Lê Thánh Tông.

## Trong cuộc chiến với nhà Mạc
Sau khi nhà Mạc thành lập, một số đại thần nhà Lê không thần phục, muốn khôi phục lại nhà Lê. Anh em Trịnh Ngung, Trịnh Ngang sang Trung Quốc cầu viện nhà Minh nhưng nhà Minh không đáp ứng. Hai anh em chết già ở Trung Quốc. Năm 1529, tông thất nhà Lê là Lê Ý khởi binh chống Mạc nhưng không lâu sau bị dẹp tan.

### Con vua Chiêu Tông
Từ năm 1529, một tướng của nhà Lê sơ là Nguyễn Kim chạy vào vùng núi Thanh Hóa rồi sang Ai Lao chống nhà Mạc. Đến năm 1533, Kim tìm được con vua Chiêu Tông là Lê Ninh đưa lên ngôi tại Ai Lao, tức Lê Trang Tông. Các sử gia nghi ngờ tính xác thực của việc Ninh là con của Lê Chiêu Tông vì hai cha con chênh nhau quá ít tuổi. Nhà Mạc, trong biểu tâu nhà Minh còn nói Kim dựng con mình lên ngôi, xưng bừa là con của Lê Chiêu Tông.
Dù sao, việc vua Lê được lập lại khiến một bộ phận nhân dân, sĩ phu theo về vì thiên hạ còn nhớ nhà Lê. Nguyễn Kim mang quân về nước đánh chiếm Thanh Hóa. Từ đó sử gọi nhà Mạc là Bắc triều và nhà Lê trung hưng là Nam triều.

### Dòng dõi Lê Trừ
Năm 1545, Nguyễn Kim bị sát hại, con trai cả Nguyễn Uông lên thay, Nguyễn Uông bị em rể là Trịnh Kiểm hại rồi tiếm chức.
Năm 1548, Lê Trang Tông mất, con là Lê Trung Tông lên thay. Được 8 năm Lê Trung Tông mất không con nối. Dòng dõi Lê Thái Tổ vẫn còn một số hậu duệ sống ở Thanh Hóa, như các con cháu của Lê Kiện (con út vua Lê Thánh Tông). Nhưng Trịnh Kiểm quyết định chọn dòng dõi của Lê Khôi (con trai của Lê Trừ - anh trai thứ hai của vua Lê Thái Tổ) đưa lên ngôi, tức Lê Anh Tông. Từ đó về sau, các vua nhà Lê đều là con cháu của Lê Anh Tông.
Năm 1570, Trịnh Kiểm chết, hai con Trịnh Cối, Trịnh Tùng tranh ngôi. Con lớn là Trịnh Cối yếu thế sang hàng nhà Mạc. Lê Anh Tông muốn giành lại quyền lực từ tay Trịnh Tùng nên mâu thuẫn với Trịnh Tùng, chạy đi nơi khác. Tùng lập con út của vua lên ngôi, tức Lê Thế Tông và lùng bắt cha con vua mang về giết chết. Việc triều chính từ đó hoàn toàn do họ Trịnh quyết định không cần hỏi vua Lê (xem chi tiết bài Chúa Trịnh). Chiến tranh Lê-Mạc là trên danh nghĩa "phò Lê diệt Mạc", thực ra là Chiến tranh Lê–Mạc.
Nhờ tài năng của Trịnh Kiểm, Trịnh Tùng, quân nhà Lê dần dần thắng thế. Năm 1592, quân Nam Bắc triều chiếm được Thăng Long, họ Mạc bỏ chạy lên cát cứ ở Cao Bằng.

## Giai đoạn thống nhất không toàn vẹn và ngắn ngủi
Sau khi Trịnh Tùng chiếm được Thăng Long (1592) và giết cha con Mạc Mậu Hợp, năm 1593, Lê Thế Tông được rước về Thăng Long. Nhưng lúc đó thế lực họ Mạc vẫn rất mạnh ở bên kia sông Hồng, thường tập hợp tấn công trở lại. Vì vậy Trịnh Tùng vài lần phải rước vua Thế Tông trở về căn cứ Thanh Hóa.
Vài năm sau, thế lực họ Mạc suy yếu hẳn, chỉ có ảnh hưởng quanh khu vực Cao Bằng, Thái Nguyên, vua Lê lại được đưa trở về Thăng Long.
Do họ Mạc từng được nhà Minh nhận hàng (năm 1540 khi Mạc Đăng Dung lên biên giới xin quy phục) và khi thất thế chạy sang Trung Quốc báo với nhà Minh, vua Minh chưa công nhận nhà Lê trung hưng ngay. Tháng 3 năm 1597, nhà Minh sai ủy quan là Vương Kiến Lập đến trấn Nam Giao đòi lễ cống và hội khám (diễu binh). Ngày 28 tháng 3, Thế Tông thân đốc hữu tướng Hoàng Đình Ái, thái úy Nguyễn Hoàng, Nguyễn Hữu Liêu cùng tả hữu đô đốc 7, 8 viên, voi và 5 vạn quân đến trấn Nam Giao đề phòng khi mở cửa quan, hội khám quân Minh tràn sang giúp phía Mạc lưu vong bắt vua, hiếp tướng. Hoàng Đình Ái đề nghị với Trịnh Tùng được tùy nghi đối phó, Trịnh Tùng đồng ý.
Tại cửa ải Nam Quan, ủy quan Vương Kiến Lập cùng tàn quân Mạc trông thấy quân Lê đông đúc, binh hùng tướng mạnh, phải lẳng lặng từ bỏ những ý đồ đánh chiếm. Cuộc hội khám cử hành đúng nghi lễ, từ đó nhà Minh phải công nhận nhà Lê, nhưng vẫn can thiệp để họ Mạc được giữ đất Cao Bằng tới gần 80 năm nữa.

Các chúa Bầu họ Vũ ở Tuyên Quang, vốn ủng hộ nhà Lê trung hưng khi nhà Mạc còn ở Thăng Long, từ khi nhà Lê trở lại Thăng Long lại ly khai, tiếp tục cát cứ và liên kết với họ Mạc chống nhà Lê. Họ Vũ còn chiếm giữ Tuyên Quang thêm 100 năm sau mới bị dẹp hẳn.

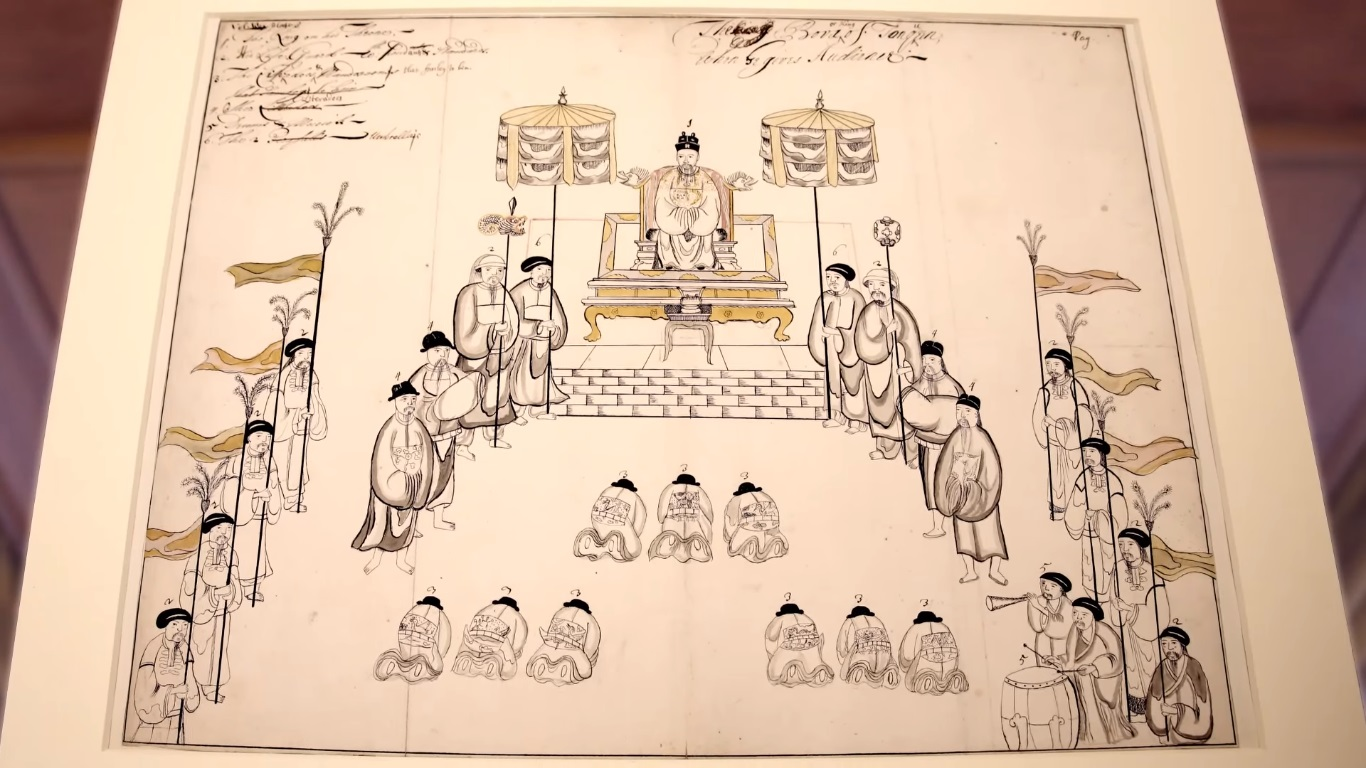
Tranh vẽ cảnh vua Lê thiết triều của Samuel Baron - thời Lê trung hưng thế kỷ XVII.

Vì vậy từ khi nhà Lê trở lại Thăng Long, tuy trên danh nghĩa đã thống nhất Đại Việt, nhưng riêng tại Bắc Bộ bị cắt hai vùng Tuyên Quang, Cao Bằng do họ Vũ và Mạc chiếm đóng. Ngoài ra, một nguy cơ chia cắt mới tiềm ẩn ở phía nam, do công thần họ Nguyễn mâu thuẫn với công thần họ Trịnh và ngấm ngầm ý định ly khai.

## Thời kỳ vua Lê chúa Trịnh

Lãnh thổ Đại Việt thế kỷ 18, với vùng của vua Lê-chúa Trịnh ở phía Bắc (xanh đậm) và vùng của chúa Nguyễn phía Nam (xanh nhạt)

### Xung đột 2 họ nhân danh "phù Lê"

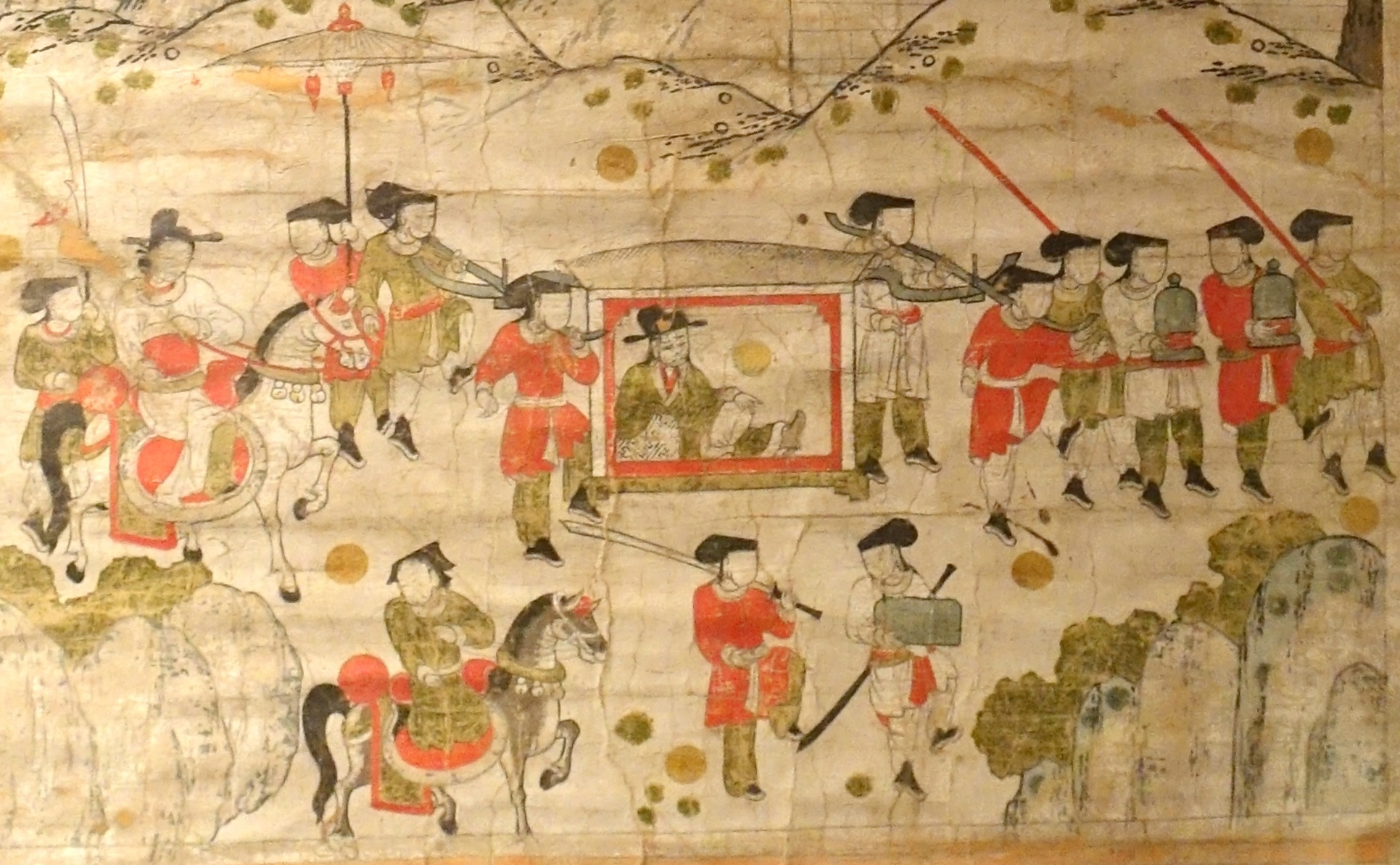
Tranh "Văn Quan Vinh Quy Đồ" nhà Lê

Ngôi vua nhà Lê trung hưng vốn do tướng Nguyễn Kim dựng lại. Nguyễn Kim chết (1545), con rể là Trịnh Kiểm nắm quyền, từ đó họ Trịnh đóng vai trò phụ chính. Con thứ Nguyễn Kim là Nguyễn Hoàng, sau khi thấy anh cả là Nguyễn Uông bị Trịnh Kiểm hại, bèn xin vào nam trấn thủ Thuận Hóa (1558) rồi Quảng Nam (1570). Vì họ Trịnh phải tập trung vào cuộc chiến với nhà Mạc phía bắc nên Nguyễn Hoàng được kiêm quản hai vùng đất rộng lớn.

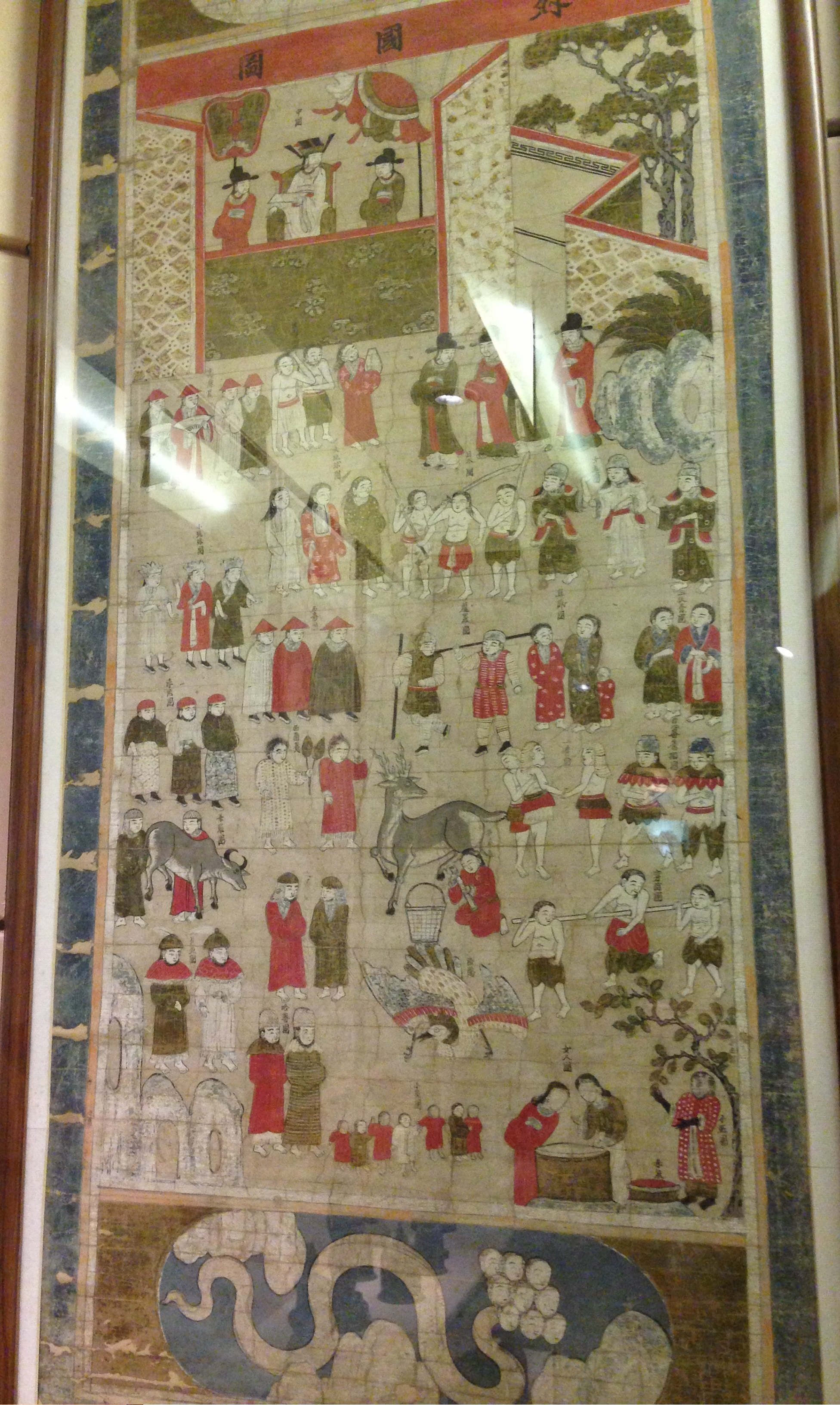
Ngoại Quốc Đồ, tranh vẽ thần dân các nước có quan hệ bang giao với nhà Lê (Bảo tàng Lịch sử Việt Nam).

Nhà Mạc bị diệt (1592), Trịnh Tùng bèn tính tới việc thanh trừng Nguyễn Hoàng, nên triệu tập ra bắc nhân danh cùng dẹp dư đảng họ Mạc. Sau một số trận đánh chống họ Mạc, Nguyễn Hoàng bỏ trốn về Nam (1600). Năm 1613, con Nguyễn Hoàng là Nguyễn Phúc Nguyên lên thay trấn thủ Thuận – Quảng, bắt đầu thực hiện ý định ly khai.
Năm 1627, với lý do Nguyễn Phúc Nguyên có hành động chống đối, bỏ cống nạp nhiều năm, Trịnh Tráng nhân danh vua Lê Thần Tông mang quân Nam tiến. Cuộc chiến giữa họ Trịnh và họ Nguyễn bùng nổ. Họ Nguyễn cũng nhân danh "phù Lê" chống họ Trịnh lộng quyền lấn át quyền vua, chiêu binh dựng lũy, đúc súng ống chống lại. Từ năm 1627 đến 1672, hai họ đánh nhau 7 lần, trong đó 6 lần họ Trịnh đánh vào nam, 1 lần họ Nguyễn đánh ra bắc. Để có chính danh, các chúa Trịnh từng rước vua Lê đi thân chinh. Sau 7 lần xung đột bất phân thắng bại, hai họ ngưng chiến, lấy sông Gianh làm ranh giới. Phía bắc sông Gianh thuộc chính quyền vua Lê-chúa Trịnh gọi là Đàng Ngoài, phía nam sông Gianh thuộc chúa Nguyễn gọi là Đàng Trong. Bề ngoài, họ Nguyễn cũng tôn phù nhà Lê, nhưng trên thực tế đã biến lãnh thổ Đàng Trong thành một vùng cai trị độc lập, có thể chế riêng về mọi mặt.

### Khoanh tay rủ áo
Nắm quyền chi phối triều chính và chỉ huy quân đội, họ Trịnh nắm thực quyền thời Lê trung hưng. Mọi chính sách từ ngoại giao, kinh tế, xã hội, giáo dục, văn hóa đều do họ Trịnh quyết định. Từ năm 1600, với công lao đánh bại nhà Mạc – phục hưng nhà Lê, Trịnh Tùng chính thức xác lập địa vị là "chúa", lập phủ riêng. Họ Trịnh được hưởng thế tập ngôi chúa. Từ đây họ Trịnh lập ra hệ thống tổ chức chính quyền ở phủ chúa tương ứng với chính quyền có sẵn bên cung vua, ngoài cung vua phía đông còn có phủ chúa ở phía tây. Chính thể Đàng Ngoài do đó được gọi là chính quyền "vua Lê chúa Trịnh", đây là thời kỳ duy nhất trong lịch sử phong kiến Việt Nam có sự điều hành của quyền thần được thế tập, truyền nối nhiều đời.
Trịnh Tùng bãi bỏ chức Tả, Hữu thừa tướng và Bình chương của thời trước, đặt ra chức Tham tụng làm việc Tể tướng. Quyền lực của Tham tụng rất lớn, đều do chúa Trịnh tiến cử từ các viên Thượng thư (tương đương với Bộ trưởng) hoặc Thị lang lên. Năm 1601, Trịnh Tùng đặt thêm chức Bồi tụng đảm đương trọng trách trong phủ Chúa. Dưới Tham tụng và Bồi tụng, chúa Trịnh đặt thêm các Phiên, tương đương với các Bộ bên cung vua.

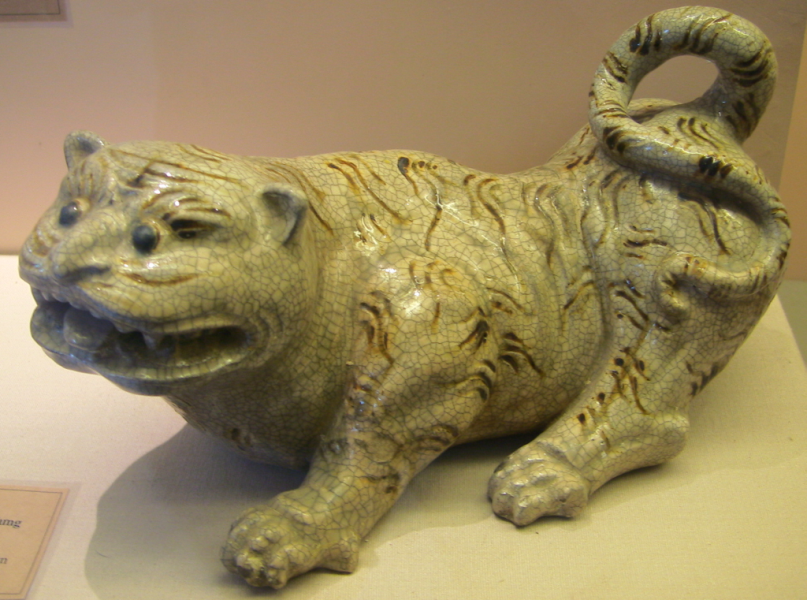
Tượng hổ bằng gốm làm tại làng Bát Tràng thời Cảnh Hưng.

Đến các đời chúa Trịnh sau hoàn chỉnh bộ máy với việc lập ra Ngũ phủ (ban võ) và Phủ liêu (ban văn) cùng các cơ quan giúp việc (Lục phiên). Đó là quá trình thâu tóm quyền hành từ cung vua về phủ chúa. Triều đình vua Lê cuối cùng chỉ còn vài chức quan hư hàm làm nhiệm vụ nghi thức. Về danh nghĩa, chúa Trịnh chỉ xưng vương và đứng đầu Ngũ phủ, Phủ liêu nhưng trên thực tế lại nắm hết quyền điều hành việc nước.
Sau cái chết của vua Anh Tông, cháu vua là Lê Kính Tông (Duy Tân - con vua Thế Tông) cũng có ý định chống Trịnh Tùng và cũng bị thắt cổ năm 1619. Kể từ đó các vua Lê hoàn toàn "khoanh tay rủ áo", như cách nói của các sử gia đương thời, đối với chính sự. Mọi công việc từ trị sự đến quân sự đều do chúa Trịnh đảm đương.
Vì vậy, mọi thành tựu, sự kiện, từ quân sự đến xã hội, thịnh trị hay rối ren, đều do tay họ Trịnh. Các chúa Trịnh đều là những người giỏi cai trị và ngoại giao nên tình hình Bắc Hà - khi họ Nguyễn đã cát cứ trong Nam - nhìn chung ổn định. Chẳng những việc chính sự mà ngay cả chuyện vợ con của các vua Lê cũng do các chúa Trịnh sắp đặt. Phần nhiều vợ các vua Lê là con gái họ Trịnh để ràng buộc.
Sau Kính Tông, trong một thời kỳ dài không có vua Lê nào chống đối họ Trịnh. Tuy nhiên, các tông thất không phải hoàn toàn chịu mất quyền, điển hình là Lê Duy Mật và thái tử Duy Vĩ. Lê Duy Mật định làm binh biến ở Thăng Long lật đổ họ Trịnh nhưng không thành nên trốn ra ngoài khởi nghĩa, cát cứ ở Trấn Ninh 30 năm trời. Thái tử Duy Vĩ (con vua Hiển Tông) cũng muốn khôi phục quyền cho nhà Lê nhưng bị chúa Trịnh Sâm giết năm 1771.
Các vua Chân Tông, Huyền Tông, Gia Tông đều là vua thiếu niên và mất sớm. Các vua Thế Tông, Thần Tông, Dụ Tông, Hy Tông, Thuần Tông và nhất là Hiển Tông (Cảnh Hưng) sau này là những ông vua "khoanh tay rủ áo" như vậy. Khi Nguyễn Huệ ra bắc dẹp họ Trịnh (1786), vua Hiển Tông than thở: "Trời sai nhà chúa phò ta. Chúa gánh cái lo, ta hưởng cái vui. Mất chúa, tức là cái lo lại về ta, ta còn vui gì". Câu nói đó phản ánh tư tưởng an phận giữ mình của các vua Lê.

## Nhà Lê trung hưng kết thúc
Sau khi Hiển Tông mất, đúng lúc Tây Sơn rút về nam, cháu vua là Duy Kỳ (con Duy Vĩ) lên thay, tức là vua Chiêu Thống. Được tác động của anh em Tây Sơn, vua Lê muốn khôi phục lại địa vị cũ, báo thù cho cha, nên khi họ Trịnh ngóc đầu trở lại, lập tức Chiêu Thống gọi tướng giỏi nhất Bắc Hà lúc đó là Nguyễn Hữu Chỉnh ở Nghệ An ra cứu. Chỉnh đánh tan quân Trịnh, đuổi Trịnh Bồng đi mất tích. Nhưng sau đó vua Lê lại bị Chỉnh lộng quyền. Tây Sơn kéo ra giết Chỉnh, rồi tướng Tây Sơn là Vũ Văn Nhậm cũng mưu đồ cát cứ. Chiêu Thống phải bỏ đi lưu vong.
Bản ý của Nguyễn Huệ vẫn muốn tôn phò nhà Lê, nhưng Chiêu Thống lại không muốn sống chung với Tây Sơn nên sang cầu viện nhà Thanh (1788). Nhà Thanh phát binh đánh Đại Việt. Trước tình thế đó, Nguyễn Huệ lên ngôi hoàng đế, tức là vua Quang Trung mang quân đánh tan quân Thanh (1789), Chiêu Thống bỏ chạy theo về Trung Quốc.
Dù sau đó Lê Duy Kỳ cố xin viện binh lần nữa nhưng bằng chính sách ngoại giao khéo léo, nhà Tây Sơn đã tránh được cuộc đụng đầu khác với nhà Thanh. Vua Thanh không phát binh nữa, phân tán các bầy tôi nhà Lê, tách khỏi Duy Kỳ để cô lập dần. Duy Kỳ uất hận chết ở Bắc Kinh năm 1793 lúc mới 28 tuổi.
Nhà Hậu Lê chính thức mất năm 1789, trước sau tồn tại 256 năm, chỉ có 6 năm gián đoạn, là triều đại quân chủ dài nhất trong lịch sử Việt Nam.

## Nhận định

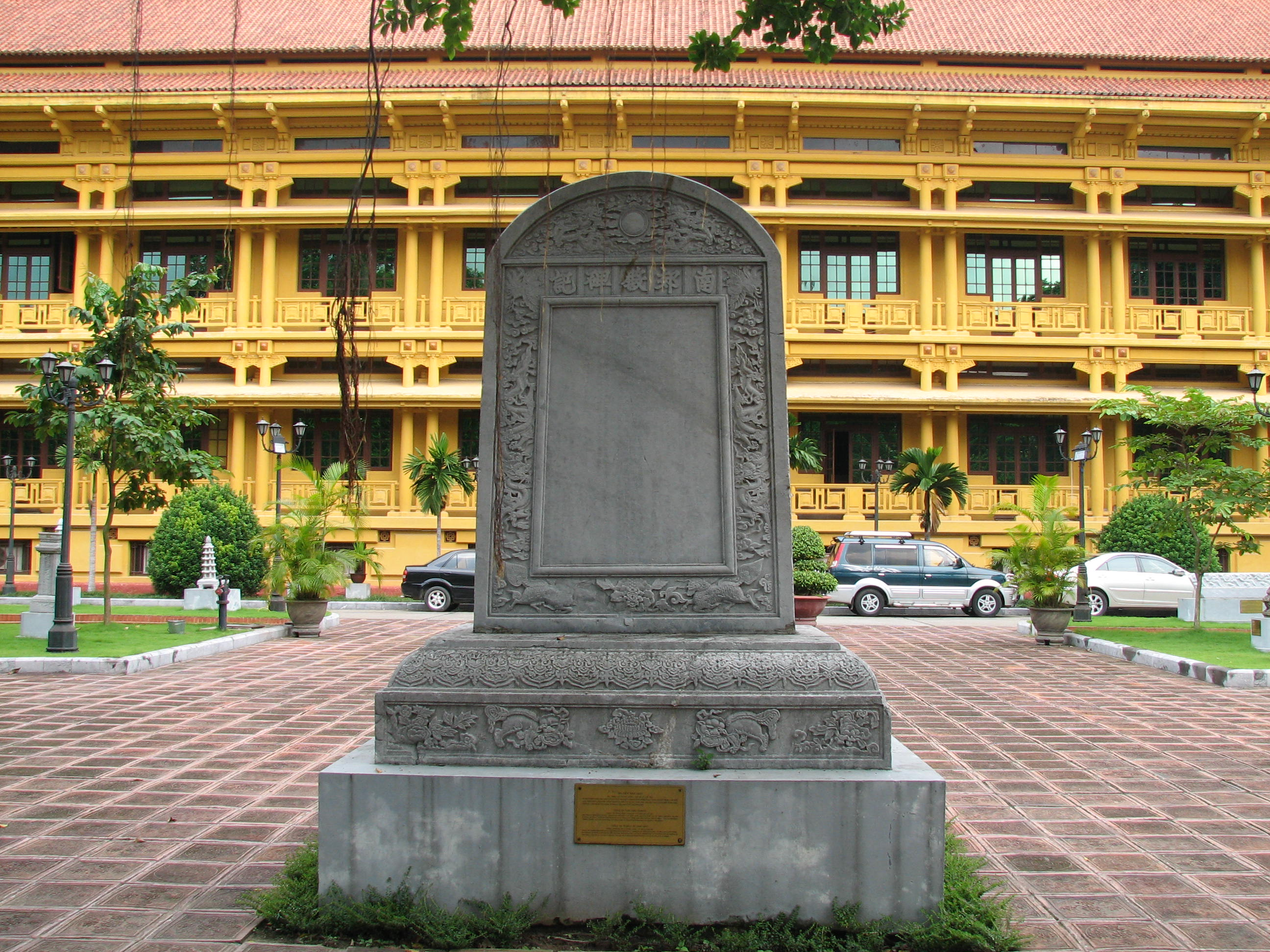
Bia Điện Nam Giao đặt tại Nam Giao thời Lê Trung hưng.

Sau khi nhà Lê sơ bị nhà Mạc soán ngôi, vấn đề chính thống và ngụy triều nổ ra trong cuộc đấu tranh giữa các tập đoàn và khi thế Nam ‒ Bắc này chưa chấm dứt hẳn thì thế Nam ‒ Bắc khác lại hình thành. Cũng như thời Tam Quốc trong lịch sử Trung Quốc, khi nhà Hán suy, các chư hầu nổi dậy đều lấy danh nghĩa giúp nhà Hán; tại nước Đại Việt khi đó, cả Trịnh và Nguyễn đều danh nghĩa chống Mạc để giúp nhà Lê. Các vua Lê vẫn có ngôi, có hiệu, có tên trong sử sách, nhưng chỉ ngồi làm vì. Trịnh và Nguyễn cùng giương cờ "Phù Lê diệt Mạc", Tây Sơn giương cờ "Phù Lê diệt Trịnh". Giáo sư sử học Văn Tạo trong tạp chí "Nghiên cứu lịch sử" có bài viết "Nhà Mạc và vấn đề ngụy triều", trong đó nêu rõ: Mạc là ngụy công khai, Trịnh và Nguyễn là ngụy giấu mặt. Việc vua Lê Chiêu Thống đã lên ngôi thay vua Cảnh Hưng năm 1786, nhưng Nguyễn Ánh, với danh nghĩa "phò Lê", song vẫn nhất định dùng niên hiệu Cảnh Hưng đến tận năm 1801 đủ cho thấy trong lòng Nguyễn Ánh có nhà Lê hay không. Việc Nguyễn Ánh gửi gạo ra Bắc giúp quân Thanh thực ra là muốn thêm người đánh Tây Sơn chứ không thực bụng giúp nhà Lê. Nói tóm lại, nhà Lê là chính thống trong thời điểm đó nhưng bị các thế lực phong kiến khác chi phối.
Về nguyên nhân sụp đổ của nhà Lê là do Lê Chiêu Thống cầu viện quân Thanh khiến lòng người dân bấy giờ chán ghét hơn trước và sụp đổ là lẽ tất yếu của lịch sử, dù cho sau này nhiều thế lực khác nổi dậy đòi khôi phục nhà Lê cũng đều thất bại.

## Các vua nhà Lê trung hưng
| Miếu hiệu         | Thụy hiệu | Tên húy                                        | Năm       | Niên hiệu                                                                         | An táng                                    |
| ----------------- | --- | ---------------------------------------------- | --------- | --------------------------------------------------------------------------------- | ------------------------------------------ |
| Trang Tông        | Dụ hoàng đế                                                                                                   | Lê Ninh 黎寧                                   | 1533–1548 | Nguyên Hòa                                                                        | Cảnh Lăng                                  |
| Trung Tông        | Vũ hoàng đế                                                                                                   | Lê Huyên, Lê Sủng 寵                           | 1548–1556 | Thuận Bình                                                                        | Diên Lăng                                  |
| Anh Tông          | Tuấn hoàng đế                                                                                                 | Lê Duy Bang                                    | 1556–1573 | Thiên Hựu (1557) Chính trị (1558–1571) Hồng Phúc (1572–1573)                      | Bố Vệ Lăng                                 |
| Thế Tông          | Nghị hoàng đế                                                                                                 | Lê Duy Đàm 維潭                                | 1573–1599 | Gia Thái (1573–1577) Quang Hưng (1578–1599)                                       |                                            |
| Kính Tông         | Hiển Nhân Dụ Khánh Tuy Phúc Huệ hoàng đế (Giản Huy đế)                                                        | Lê Duy Tân 維新                                | 1599-1619 | Thuận Đức (1600) Hoằng Định (1601–1619)                                           | Hoa Loan Lăng (Bố Vệ Lăng)                 |
| Thần Tông (lần 1) | Uyên hoàng đế                                                                                                 | Lê Duy Kỳ 維祺                                 | 1619–1643 | Vĩnh Tộ (1620–1628) Đức Long (1629–1634) Dương Hòa (1634–1643)                    | Quần Ngọc Lăng                             |
| Chân Tông         | Thuận hoàng đế                                                                                                | Lê Duy Hựu, Lê Duy Đề 黎維禔                   | 1643–1649 | Phúc Thái                                                                         | Hoa Phố Lăng                               |
| Thần Tông (lần 2) | Uyên hoàng đế                                                                                                 | Lê Duy Kỳ                                      | 1649–1662 | Khánh Đức (1649–1652) Thịnh Đức (1653–1657) Vĩnh Thọ (1658–1661) Vạn Khánh (1662) | Quần Ngọc Lăng                             |
| Huyền Tông        | Khoát Đạt Duệ Thông Cương Nghị Trung Chính Ôn Nhu Hoà Lạc Khâm Minh Văn Tứ Doãn Cung Khắc Nhượng Mục hoàng đế | Lê Duy Vũ, Lê Duy Hi 黎維禧                    | 1663–1671 | Cảnh Trị                                                                          | Quả Thịnh Lăng                             |
| Gia Tông          | Khoan Minh Mẫn Đạt Anh Quả Huy Nhu Khắc Nhân Đốc Nghĩa Mỹ hoàng đế                                            | Lê Duy Cối (Lê Duy Khoái), Lê Duy Triện 黎維𬓆 | 1672–1675 | Dương Đức (1672–1673) Đức Nguyên (1674–1675)                                      | Phúc An Lăng                               |
| Hy Tông           | Thông Mẫn Anh Quả Đôn Khoát Khoan Dụ Vĩ Độ Huy Cung Chương hoàng đế                                           | Lê Duy Cáp (Lê Duy Hiệp), Lê Duy Chính 黎維正  | 1675–1705 | Vĩnh Trị (1678–1680) Chính Hòa (1680–1705)                                        | Phú Lăng                                   |
| Dụ Tông           | Thuần Chính Huy Nhu Ôn Giản Từ Tường Khoan Huệ Tôn Mẫu Hòa hoàng đế                                           | Lê Duy Đường, Lê Duy Đào 黎維祹                | 1706–1729 | Vĩnh Thịnh (1706–1719) Bảo Thái (1720–1729)                                       | Cổ Đô Lăng, sau chuyển sang Kim Thạch Lăng |
|                   | Bị phế thành Hôn Đức công                                                                                     | Lê Duy Phường                                  | 1729–1732 | Vĩnh Khánh                                                                        | Kim Lũ                                     |
| Thuần Tông        | Khoan Hào Đôn Mẫn Nhu Tốn Cẩn Khác Trần Tiềm Giản hoàng đế                                                    | Lê Duy Tường, Lê Duy Hỗ 黎維祜                 | 1732–1735 | Long Đức                                                                          | Bình Ngô Lăng                              |
| Ý Tông            | Ôn Gia Trang Túc Khải Túy Minh Mẫn Khoan Hồng Uyên Duệ Huy hoàng đế                                           | Lê Duy Thận (Lê Duy Chấn), Lê Duy Y 黎維禕     | 1735–1740 | Vĩnh Hựu                                                                          | Phù Lê Lăng                                |
| Hiển Tông         | Vĩnh hoàng đế                                                                                                 | Lê Duy Diêu, Lê Duy Đoan 黎維𥚻                | 1740–1786 | Cảnh Hưng                                                                         | Bàn Thạch Lăng                             |
|                   | Mẫn hoàng đế                                                                                                  | Lê Duy Khiêm (Lê Duy Kỳ 黎維祁)                | 1786–1788 | Chiêu Thống                                                                       | Bàn Thạch Lăng                             |

### Các vua được truy tôn
| Miếu hiệu | Thụy hiệu              | Tên húy       | Lý do tôn phong     |
| --------- | ---------------------- | ------------- | ------------------- |
| Hiếu Tông | Nhân hoàng đế (仁皇帝) | Lê Duy Khoáng | Cha của Lê Anh Tông |
| Hựu Tông  |                        | Lê Duy Vĩ     | Cha của Lê Mẫn Đế   |